# Valburga, Condessa Douglas
Valburga, Condessa Douglas (nascida arquiduquesa Walburga da Áustria; 5 de outubro de 1958) é uma advogada e política sueca nascida na Alemanha, servindo no Parlamento da Suécia como membro do Partido Moderado, desde 2006. Ela é também o Vice-Presidente da União Pan-Europeia e membro do conselho do Instituto para a Informação sobre os crimes do comunismo.
Nascida como membro da Casa de Habsburgo-Lorena, sua titularidade histórica seria "arquiduquesa Valburga da Áustria, Princesa real da Hungria e Boêmia", com o estilo de "Sua Alteza Imperial e Real". Por casamento, ela detém o título de "Condessa Douglas".

## Família e crianças
Valburga nasceu em 1958 em Berg, Alemanha. É filha do falecido Otto von Habsburg, último príncipe herdeiro da Áustria-Hungria, e da princesa Regina de Saxe-Meiningen.
Valburga casou com o conde sueco Archibald Douglas em 5 de dezembro de 1992, em Budapeste, Hungria. Eles têm um filho, Moritz Otto Wenzel Douglas (30 de março de 1994). A família de seu marido é uma família nobre proeminente na Suécia, descende do escocês Robert Douglas, Conde de Skenninge. Seu título comital foi conferido pela rainha Cristina da Suécia em 1654.

## Honras

### Honra dinástica nacional
- Casa de Habsburgo: Dama da Ordem da Cruz Estrelada

### Honra estrangeira
- Áustria: Dama de Honra e Devoção da Soberana Militar Ordem de Malta